# Chondrodactylus bibronii
Pachydactylus bibronii là một loài thằn lằn trong họ Gekkonidae. Loài này được Smith mô tả khoa học đầu tiên năm 1846.

## Hình ảnh

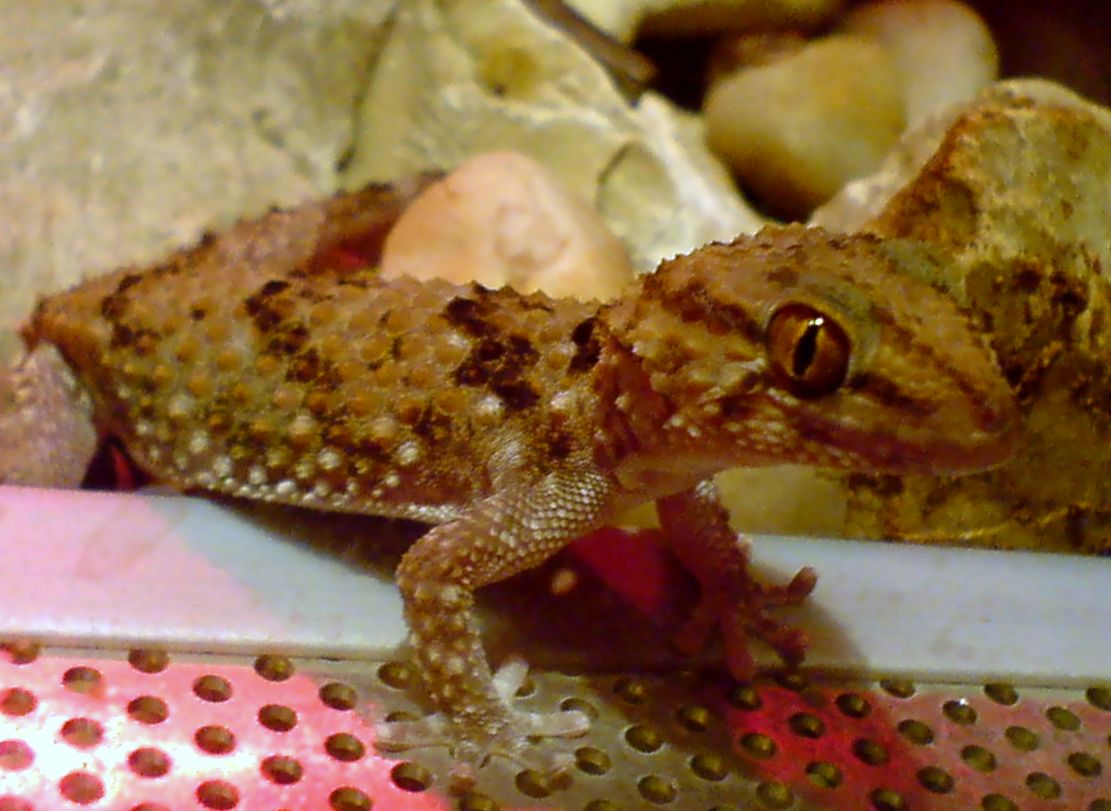
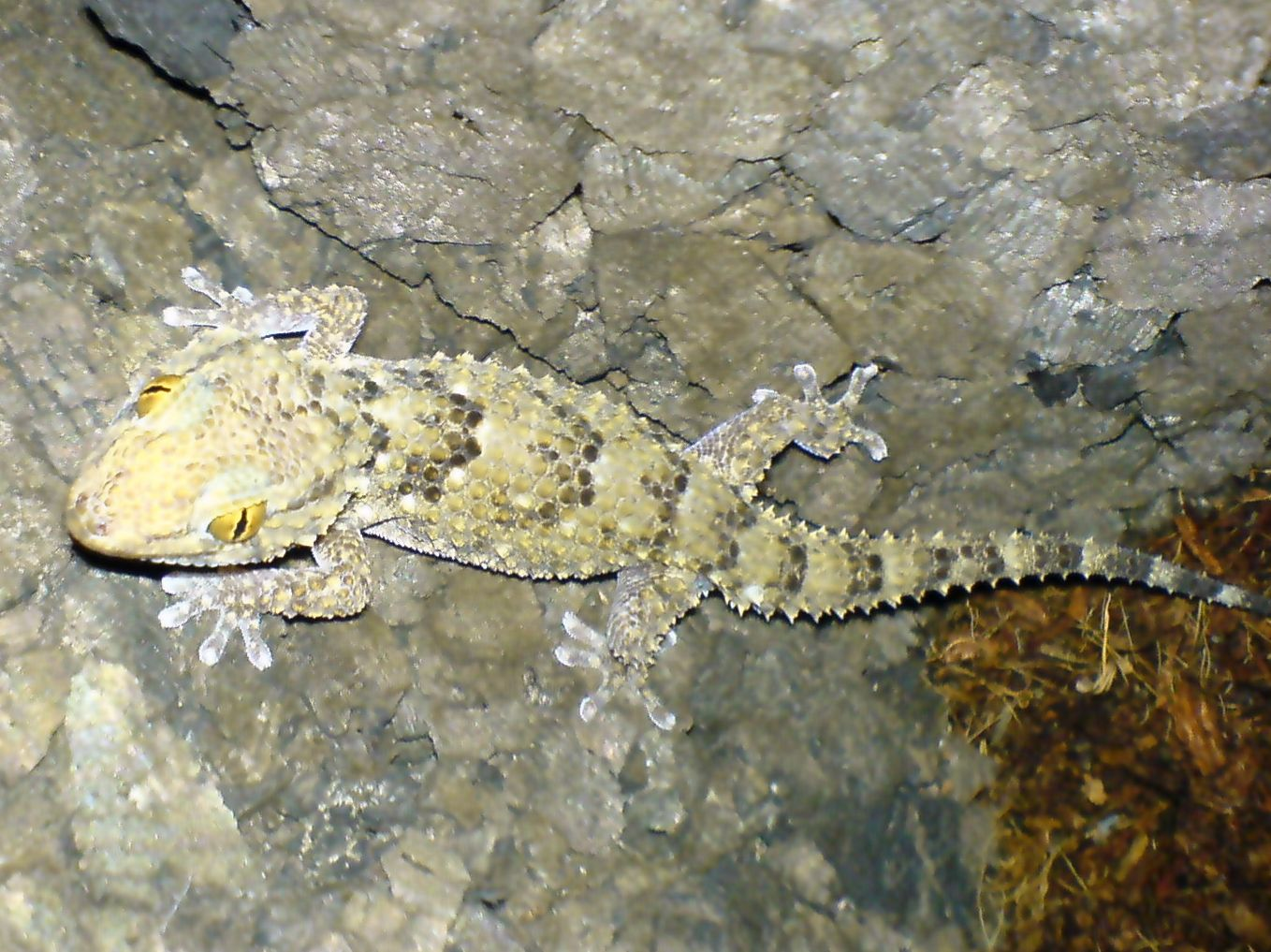
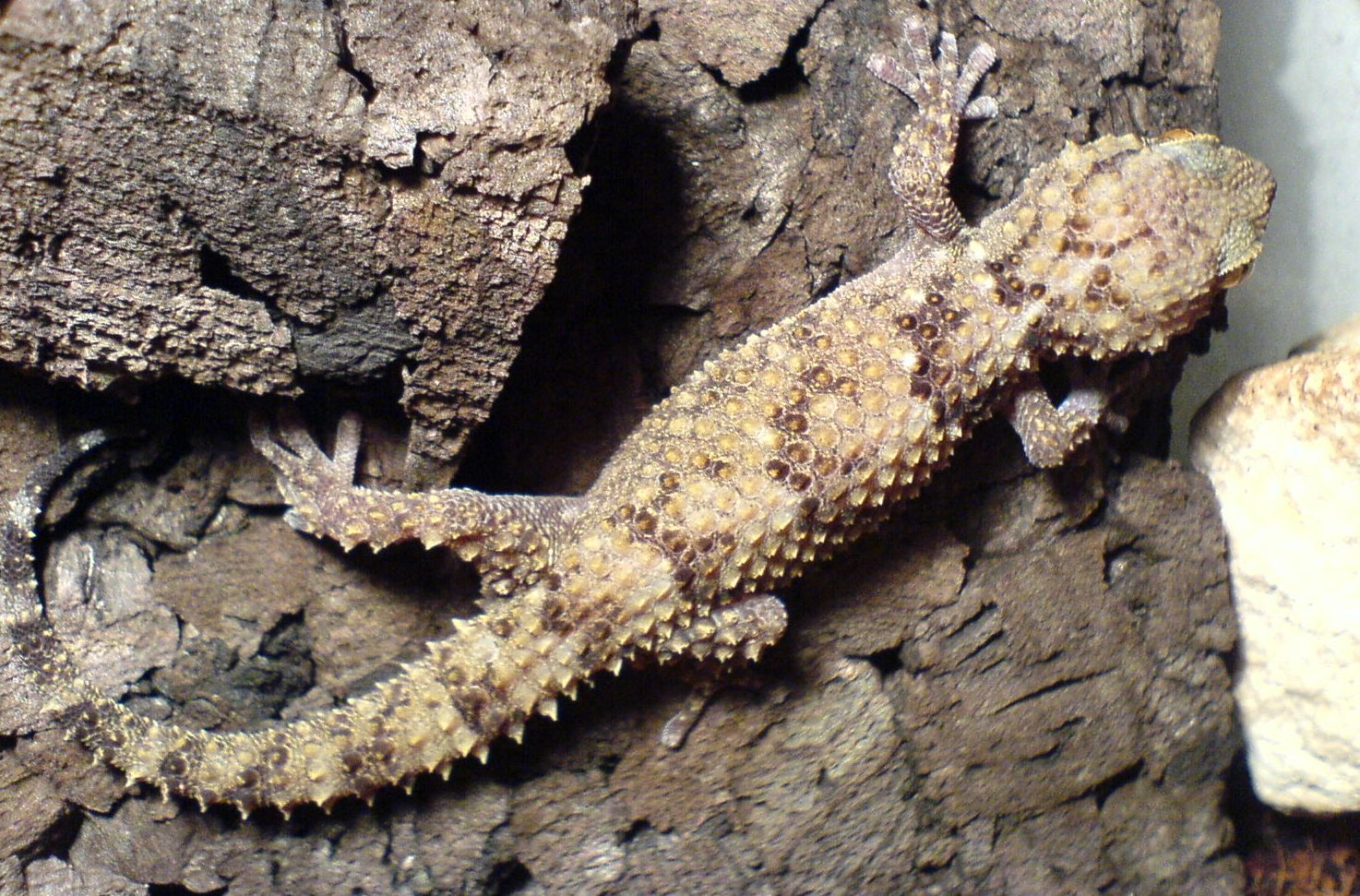
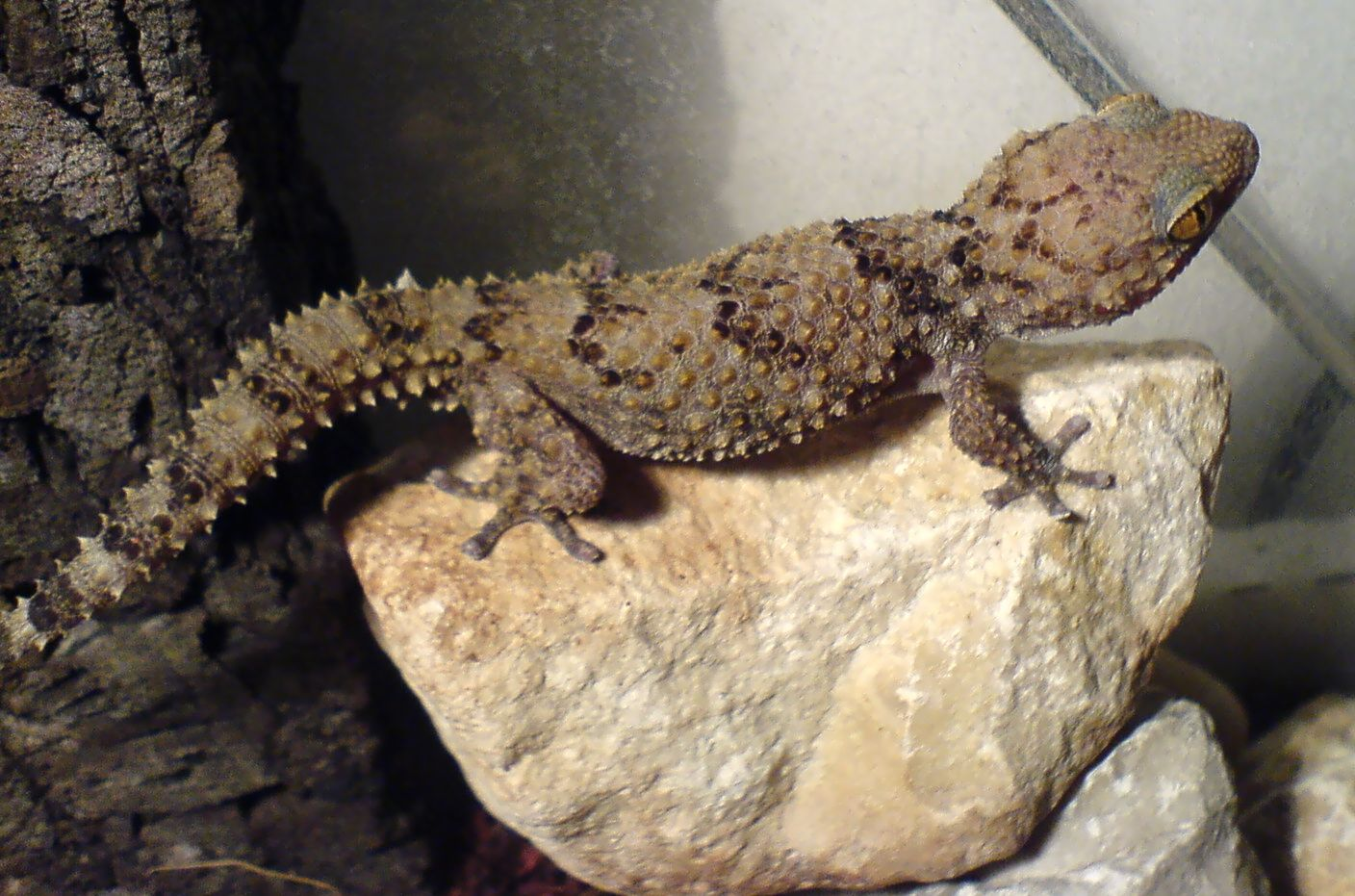